# Frithiof Nevanlinna

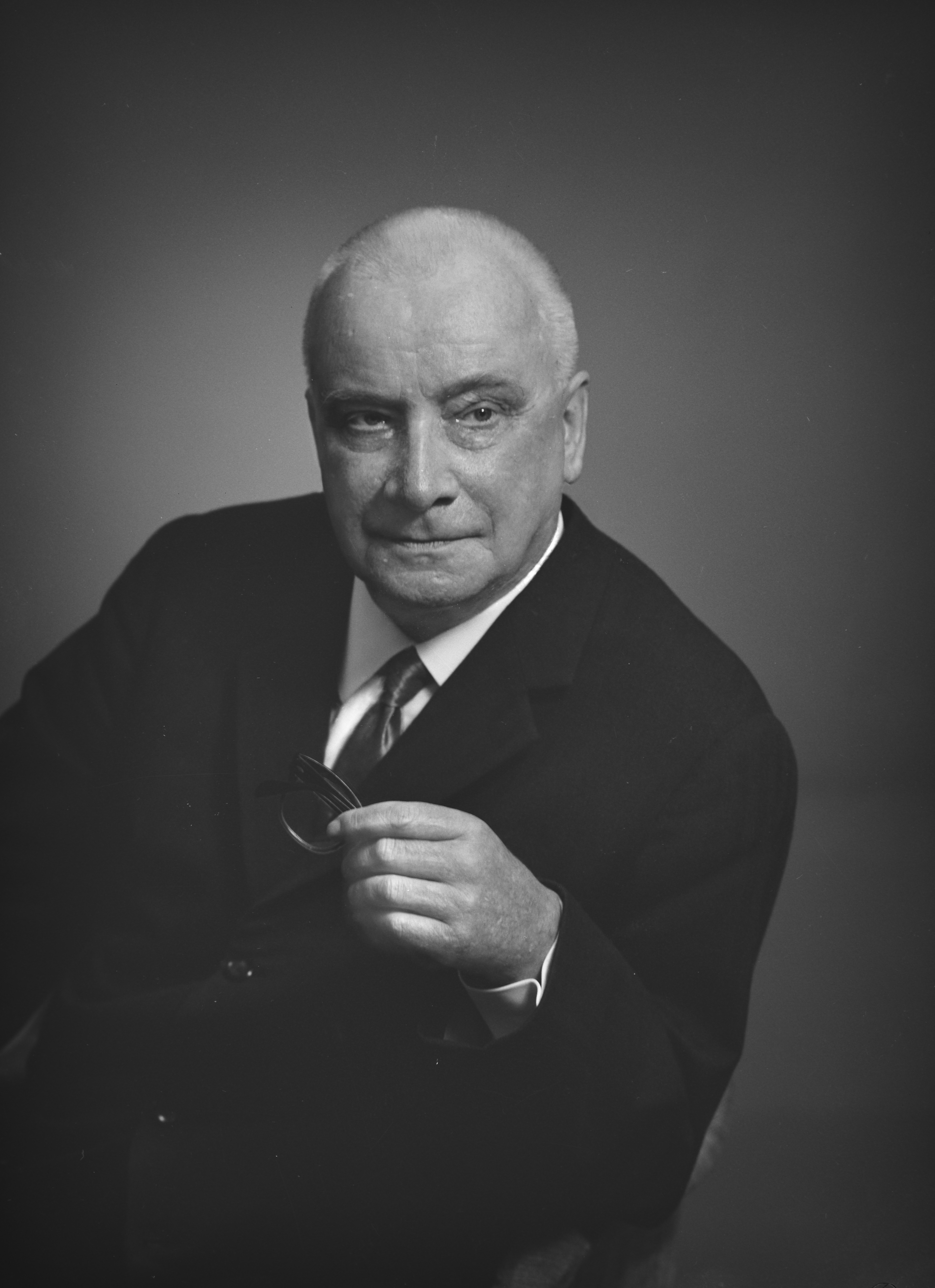
Frithiof Nevanlinna im Jahr 1964

Frithiof Edvard Henrik Nevanlinna (* 16. August 1894 in Joensuu; † 20. März 1977 in Helsinki) war ein finnischer Mathematiker, der sich mit Funktionentheorie befasste.
Er war ein älterer Bruder von Rolf Nevanlinna und wurde 1918 bei Ernst Lindelöf in Helsinki promoviert (Zur Theorie der asymptotischen Potenzreihen). Danach arbeitete er (da Positionen für Mathematiker in Finnland rar waren) in der Versicherungswirtschaft, wo er in hohe Positionen aufstieg. Später kehrte er zur Mathematik zurück. 1950 bis 1962 war er Professor in Helsinki (als Nachfolger seines Bruders Rolf, der nach Zürich ging). Daneben behielt er noch seine Vorstandsposition in einer Versicherung bis 1961.

## Schriften
- mit Rolf Nevanlinna: Über die Eigenschaften analytischer Funktionen in der Umgebung einer singulären Stelle oder Linie. In: Acta Societatis Scientiarum Fennicae. Finska vetenskapssocieteten, 1922, ISSN 0788-6934.
- mit Rolf Nevanlinna: Absolute Analysis (= Die Grundlehren der mathematischen Wissenschaften in Einzeldarstellungen, 102). Springer, Berlin, Heidelberg 1959, ISBN 3-662-21594-2, doi:10.1007/978-3-662-21593-7.
- Einleitung in die Algebra und die Theorie der algebraischen Gleichungen. Birkhäuser, Basel 1965, ISBN 3-0348-4027-6, doi:10.1007/978-3-0348-4026-2.